# Lower Sheering
Lower Sheering – wieś w Anglii, w hrabstwie Essex, w dystrykcie Epping Forest. Leży 24 km na zachód od miasta Chelmsford i 39 km na północny wschód od Londynu.